# Euphrône d'Autun
Euphrône (Euphronius) d’Autun († après 472) est un évêque d'Autun. 
Selon Grégoire de Tours, il fit édifier une église dédiée à Saint Symphorien à Autun. Il devint évêque en 451 au plus tard. Ce sont les lettres de Sidoine Apollinaire qui nous renseignent le plus sur sa vie et son ministère. Vers l'an 470, il accompagna à Chalon-sur-Saône l'évêque de Lyon Patient et d'autres prélats pour y consacrer un nouvel évêque. Encore en 472, Sidoine Apollinaire lui écrit pour qu'il assiste à la consécration du nouvel évêque de Bourges.
Euphrône fut inhumé au cimetière de l'Abbaye de Saint-Symphorien d'Autun ; son nom figure dans le Martyrologe Romain, pour la date du 3 août.
On ne connaît le texte que d'une seule lettre d'Euphronius, datée de 453 et adressée à l'évêque d'Angers Talasius. Celle-ci est reproduite dans les Concilia antiquæ Galliæ du P. Sirmond (1629), et dans la Gaule Chrétienne. Histoire littéraire de la France, tome II, p. 465.

## Source
- I.-F. Grégoire et F.-L. Collombet, Œuvres de C. Sollius Apollinaris Sidonius, vol. II, Lyon, Impr.-libr. Rusand, 1836